# Carlo Buonaparte
Carlo Maria Buonaparte (korzikaiul  Carlu Maria Buonaparte) (* Ajaccio, Korzika, 1746. március 29. – † Montpellier, Franciaország, 1785. február 24.) I. Napóleon apja.

## Élete
Apja Giueseppe Buonaparte, anyja Maria Saveria Paravicini voltak. A Pisai Egyetemen jogot végzett, majd Korzika 1769-es francia meghódítása után ülnök lett Ajaccio és környéke királyi törvényszékén. Nyughatatlan és elégedetlenkedő természete miatt folyamatosan más posztokért követelőzött vagy intrikált, és kockázatos üzleti vállalkozásokba fogott. Ez a tulajdonsága fiára, Napóleonra is átragadt, aki szintén kedvelte a merész és kockázatos akciókat, s rendkívüli magasságokba kívánt törni. Mindezeknek azonban rossz következményei lettek utóbb, amelyek az oroszországi hadjáratban mutatkoznak meg. Ennek a következményeit halála után hosszú évekig nyögte a családja. 1764. június 2-án feleségül vette az akkor 14 éves Letizia Ramolinót, akitől 13 gyermeke született.

## Gyermekei
- Napoleone Buonaparte (1764 vagy 1765 – 1765. augusztus 17.)
- Maria Anna Buonaparte (1767. január 3. – 1768. január 1.)
- Joseph Bonaparte (1768. január 7. – 1844. július 28.)
- Napoléon Bonaparte (1769. augusztus 15. – 1821. május 5.)
- Maria Anna Buonaparte (1770)
- Maria Anna Buonaparte (1771. július 14. – 1771. november 23.)
- egy halvaszületett fiú
- Lucien Bonaparte (1775. május 21. – 1840. június 29.)
- Élisa Bonaparte (1777. január 13. – 1820. augusztus 7.)
- Louis Bonaparte (1779. szeptember 2. – 1846. július 25.)
- Pauline Bonaparte (1780. október 20. – 1825. június 9.)
- Caroline Bonaparte (1782. március 24. – 1839. május 18.)
- Jérôme Bonaparte (1784. november 15. – 1860. június 24.)